# Richard Knopper
Richard Knopper (Rijswijk, 29 d'agost de 1977) és un exfutbolista professional neerlandès que jugava com a migcampista ofensiu.
Knopper comença la seua carrera futbolística amb el juvenil del Feyenoord, però signà un contracte amb els rivals de l'Ajax, i feu el seu debut amb l'Ajax el novembre de 1997, en un partit fora de casa contra el Sparta Rotterdam.
En 1999 fou votat pels afeccionats de l'Ajax com el jugador més talentós, rebent el Trofeu Marco van Basten. La seua millor temporada a l'Ajax fou desgraciadament la pitjor temporada en anys de l'Ajax, en 1999/2000. Knopper va ser un dels jugadors més valorats i importants eixa temporada, marcant quinze gols com a centrecampista.
Fou un regular amb Jan Wouters, però quan Co Adriaanse prengué la banqueta en 2000, Knopper se lesionà per tota la temporada, jugant només vuit partits eixa temporada. En el seu últim any a l'Ajax, guanyà la lliga neerlandesa amb Ronald Koeman, afegint uns altres tretze partits al seu total de 67 partits de lliga amb l'Ajax.
En 2002, Knopper s'uní cedit a l'equip grec Aris Saloniki, i a l'any següent, fou cedit al SC Heerenveen.
Knopper finalment deixà l'Ajax en 2004 per unir-se al Vitesse Arnhem on podria garantir-se estar al primer equip. Després d'alguns problemes amb el seu entrenador del Vitesse Aad de Mos en 2006, fou forçat a deixar Arnhem. ADO Den Haag recollí el jugador en una cessió i el contractà fins a l'estiu de 2010.